# Toulourenc
De Toulourenc, is een wildwaterrivier op de noorderflank van de Mont Ventoux, en vormt de grens tussen de departementen Vaucluse en Drôme.
Zij ontspringt aan de voet van het kasteel van Aulan nabij Montbrun-les-Bains, en mondt na 30 km uit in de Ouvèze op het grondgebied van Entrechaux.
Het debiet wordt vooral bepaald door de neerslag. Van een normale hoeveelheid van 1,32 m³/s, kan dit bij hevige neerslag oplopen tot 81 m³/s.
De naam Toulourenc is Provençaals en staat voor alles of niets ofwel “tout ou rien”. In het Provençaals komt er vaak de harde klank “enc” achter. Deze rivier is vaak ook letterlijk alles of niets. 

## Geografie
Stroomopwaarts en stroomafwaarts van het gehucht Veaux van de gemeente Malaucène heeft de rivier tot soms 100 meter diepe kloven uitgesleten. De kloof «Estrechon» is 3 km lang en is soms maar anderhalve meter breed.
Als het water niet te hoog staat is het mogelijk een wandeling door de rivier te maken vanaf het bruggetje bij Veaux. Eventueel in combinatie met een deel van GR91 die op hetzelfde punt start en een paar kilometer verder weer bij de rivier komt.

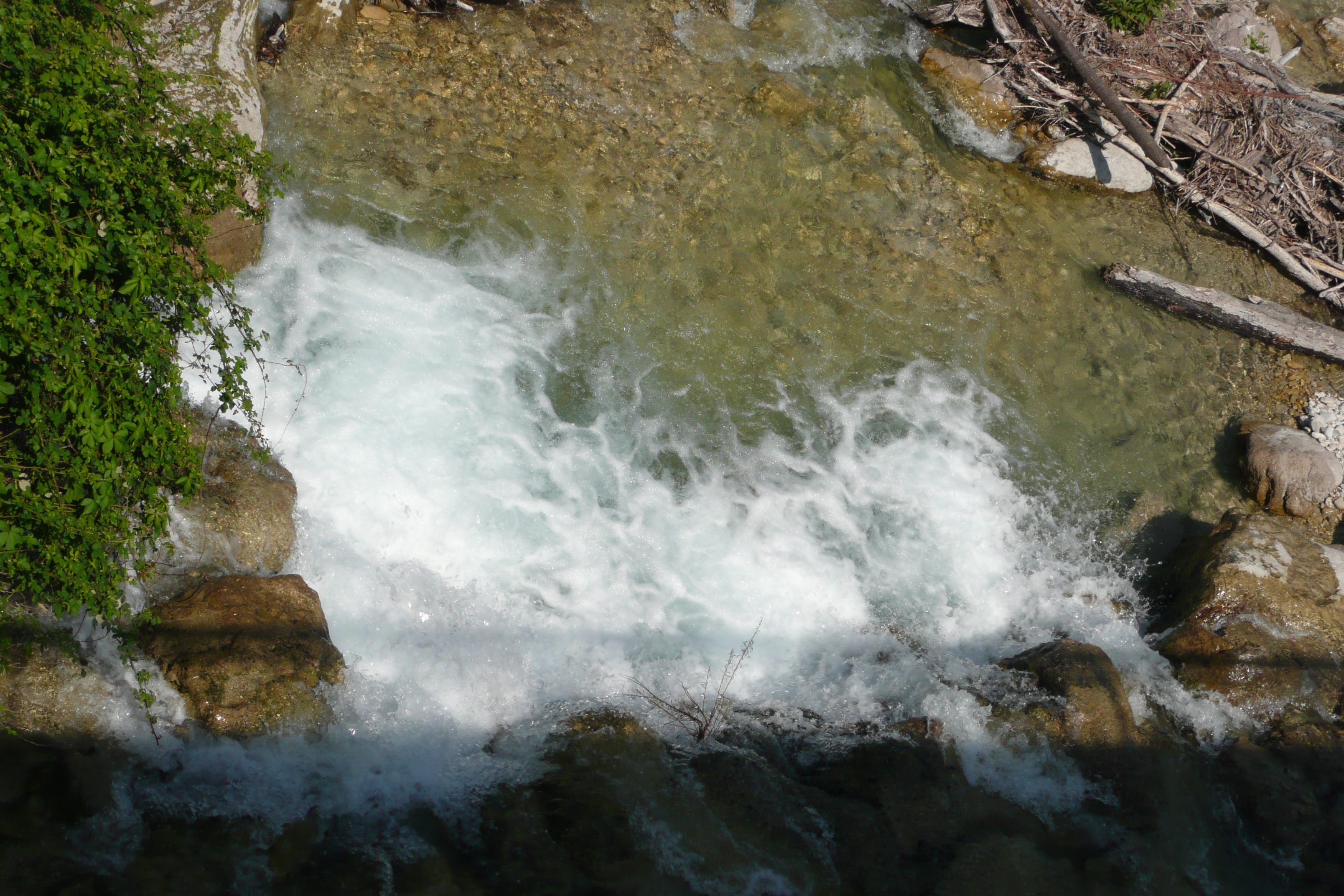
Bron van Notre-Dame des Anges

### Notres-Dame des Anges
Deze bron op de linkeroever van de Toulourenc komt uit een galerij onder de montagne du Rissas, met een debiet van 40 tot 100 l/s.